# Gerhard Ebert
Gerhard Ebert (* 20. September 1930 in Glauchau) ist ein deutscher Journalist, Theaterwissenschaftler, Theaterkritiker und Dramatiker.

## Leben
Nach dem Abitur und einer Lehre als Schriftsetzer begann Ebert 1951 ein Studium der Theaterwissenschaft am Deutschen Theaterinstitut Weimar. Von 1955 bis 1961 war er Theaterredakteur bei der Wochenzeitung Sonntag. Im Anschluss war er bis 1963 als Oberassistent an der Musikhochschule „Hanns Eisler“ Berlin tätig. Danach war er bis 1981 stellvertretender Direktor an der Staatlichen Schauspielschule Berlin. Mit deren Umwandlung in die Hochschule für Schauspielkunst „Ernst Busch“ Berlin im Jahr 1981 wurde Ebert dort außerordentlicher Professor und war von 1981 bis 1988 auch 1. Prorektor. Er lehrte als Dozent für Theorie und Geschichte des Theaters, bis er 1992 „abgewickelt“ wurde. 
1977 wurde Ebert an der Humboldt-Universität zu Berlin zum Dr. phil. promoviert. Seine Dissertation behandelte das Thema Die Improvisation als Element der schauspielmethodischen Grundausbildung von Schauspielern.

## Bücher
- Improvisation und Schauspielkunst. Über die Kreativität des Schauspielers. Henschelverlag Kunst und Gesellschaft, Berlin 1979, ISBN 3-89487-172-5.
- Schauspielen – Handbuch der Schauspieler-Ausbildung. Henschelverlag Kunst und Gesellschaft, Berlin 1981 (hrsg.mit Rudolf Penka), ISBN 3-89487-294-2.
- Schauspieler werden in Berlin. Von Max Reinhardts Schauspielschule zur Hochschule für Schauspielkunst Ernst Busch. Berlin-Information, Berlin 1987, ISBN 3-7442-0012-4.
- Der Schauspieler. Geschichte eines Berufes. Ein Abriss. Henschel-Verlag, Berlin 1991, ISBN 3-362-00531-4.
- ABC des Schauspielens. Talent erkennen und entwickeln., Henschel-Verlag, Berlin 2004, ISBN 3-89487-474-0.
- "Das utopische Theater", E-Book, 2014, ISBN 978-3-7380-0622-3

## Theaterkritiken
„Sonntag“ 1955–1964, Theater der Zeit 1975–1979, Junge Welt 1979–1984, Neues Deutschland 1984–2002.

## Theaterstücke
„Blutgeld“ (Uraufführung 2012 Köln), „Lust mit Liebe“ (Uraufführung 2002 Würzburg), „Der Weltknoten“, „Nämlich verheiratet“, „Der wilde Mann“ (Uraufführung 1977 Parchim), „Flaggenwechsel“, „Die Serapionsbrüder“, „Axel im Hexenkessel“, „Die Frösche“.